# Бражников, Максим Викторович
Макси́м Ви́кторович Бра́жников (19 марта (1 апреля) 1902, Санкт-Петербург ― 24 октября 1973, Киев) ― русский музыковед, исследователь древнерусской музыки, профессор, основоположник научной школы русской музыкальной медиевистики, композитор. С 1974 года в память о М. В. Бражникове в Ленинградской (Санкт-Петербургской) консерватории проводятся Бражниковские чтения.

## Биография
Родился 19 марта (1 апреля) 1902 года в Санкт-Петербурге. Учился в Ленинградской консерватории в классе фортепиано Л. В. Николаева, которую окончил в 1925 году, в 1927 окончил теоретико-композиторский факультет по специальности «теория композиции», затем совершенствовался в классе свободного сочинения у В. П. Калафати и изучал древнерусскую музыку под руководством А. В. Преображенского. С 1929 Бражников преподавал в консерватории и в Институте истории искусств. С 1935 по 1940 занимал должность старшего научного сотрудника и учёного секретаря Отдела истории музыкальной культуры и техники в Эрмитаже. В 1940 Бражников обратился с письмом к Сталину, в котором просил разрешить ему заниматься исследованиями древнерусской музыки. Вскоре он получил место старшего научного сотрудника в Государственном Научно-исследовательском институте театра и музыки (ГНИИТиМ).
С началом войны Бражников был эвакуирован в Киров, где преподавал и работал над кандидатской диссертацией, которую успешно защитил в 1943 году в Московской консерватории. В 1945 он вернулся в Ленинград и продолжил научную деятельность в качестве старшего научного сотрудника Кабинета историографии ГНИИТиМ и в отделе рукописей Публичной библиотеки (до 1948). В 1953, не имея подходящих условий для полноценной научной работы по специальности, Бражников покинул ГНИИТиМ. Лишь три года спустя он был приглашён в Институт истории искусств АН СССР в Москву.
В 1968 году Бражников защитил докторскую диссертацию, а в 1970 по инициативе проф. ЛГК А. Н. Дмитриева был принят на должность профессора в Ленинградскую консерваторию, где до конца жизни читал курсы древнерусской певческой палеографии и церковного пения. Среди его учеников ― известные впоследствии исследователи в этой области.
Бражников ― один из основоположников науки о древнерусской музыке в современной России. К числу его выдающихся научных достижений относятся расшифровки многочисленных певческих рукописей XII―XIX веков и публикация памятников древнерусского музыкального искусства. Тем не менее, многие работы Бражникова остаются неизданными, архив рукописей хранится в Санкт-Петербурге. Часть его трудов была опубликована посмертно.
Умер 24 октября 1973 года в Киеве. Похоронен на Волковском православном кладбище Санкт-Петербурга.

Могила Бражникова на Волковском православном кладбище Санкт-Петербурга.

## Основные работы
Монографии
- Пути развития и задачи расшифровки знаменного распева XII—XVII веков: Применение некоторых статистических методов к исследованию музыкальных явлений. — Л., М.: Государственное музыкальное издательство, 1949. — 104 с.
- Древнерусская теория музыки: По рукописным материалам XV—XVIII вв. — Л.: Музыка, 1972. — 424 с.
- Лица и фиты знаменного распева. — Л.: Музыка, 1984. — 296 с.
- Русская певческая палеография. — СПб.: Российский институт истории искусств, 2007. — 296 с.
- Благовещенский кондакарь. — СПб.: Петрополис, Российский институт истории искусств, 2015. — 418 с.

## Память
- Научно-исследовательская лаборатория русской музыкальной медиевистики имени М. В. Бражникова.